# Nieuwstraat (Zaltbommel)
De Nieuwstraat is een straat in de stad Zaltbommel in de Nederlandse provincie Gelderland. De straat loopt vanaf de Nonnenstraat en de Boschstraat tot het Kerkplein. Zijstraat van de Nieuwstraat is de Lange Strikstraat. De straat is ongeveer 140 meter lang. Aan de Nieuwstraat bevinden zich een aantal rijksmonumentale panden, waaronder het voormalige Oude Mannen- en Vrouwenhuis op nummer 12. Dit pand staat op de plek waar het voormalige Begijnhof heeft gestaan.

## Trivia
Aan de Nieuwstraat in de gespreksruimten van "De Poorterij" bevindt zich sinds 2011 het bureau voor begeleiding van jongeren voor leren en werken.

## Fotogalerij

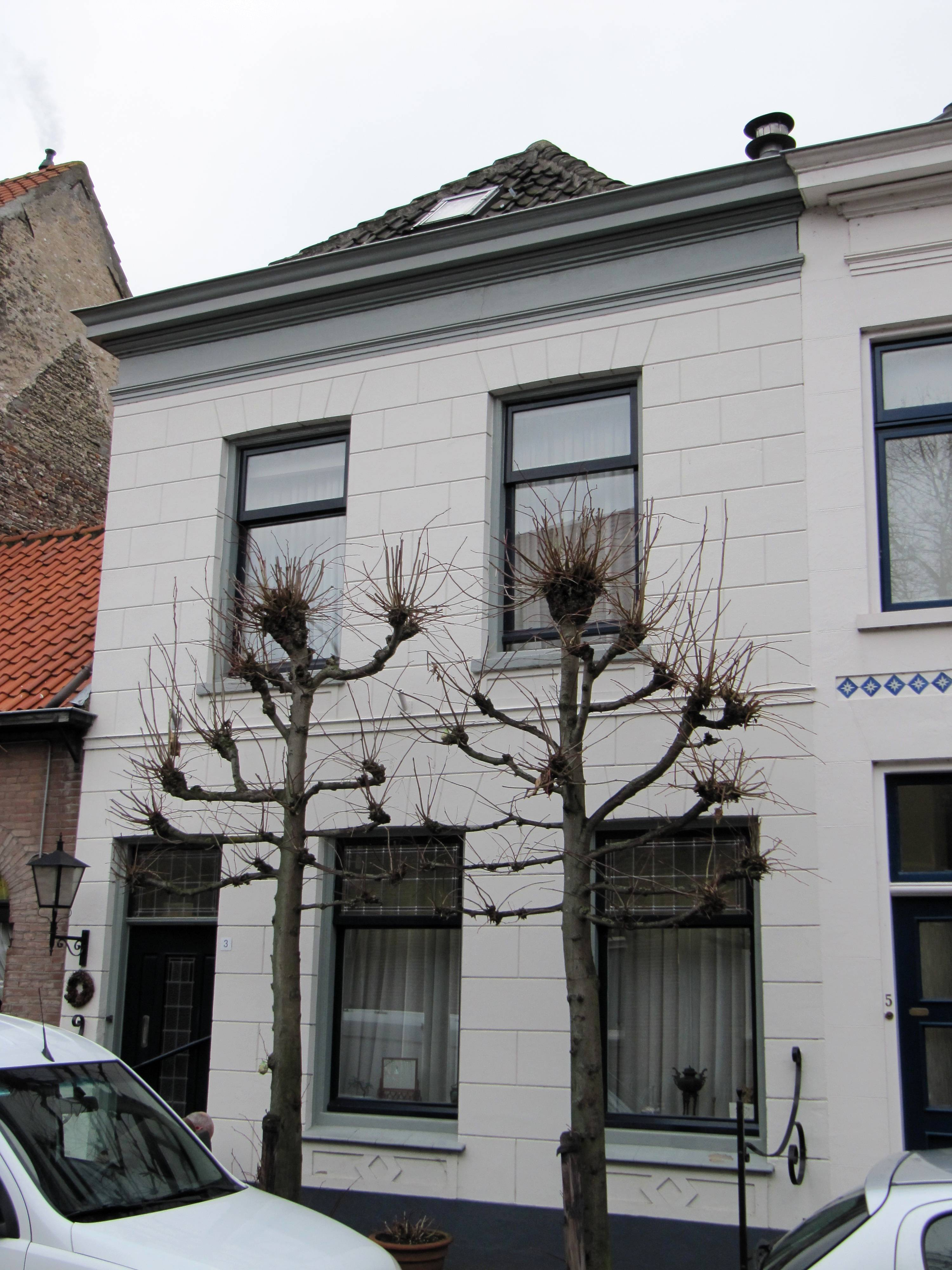
Nieuwstraat 3 (rijksmonument)
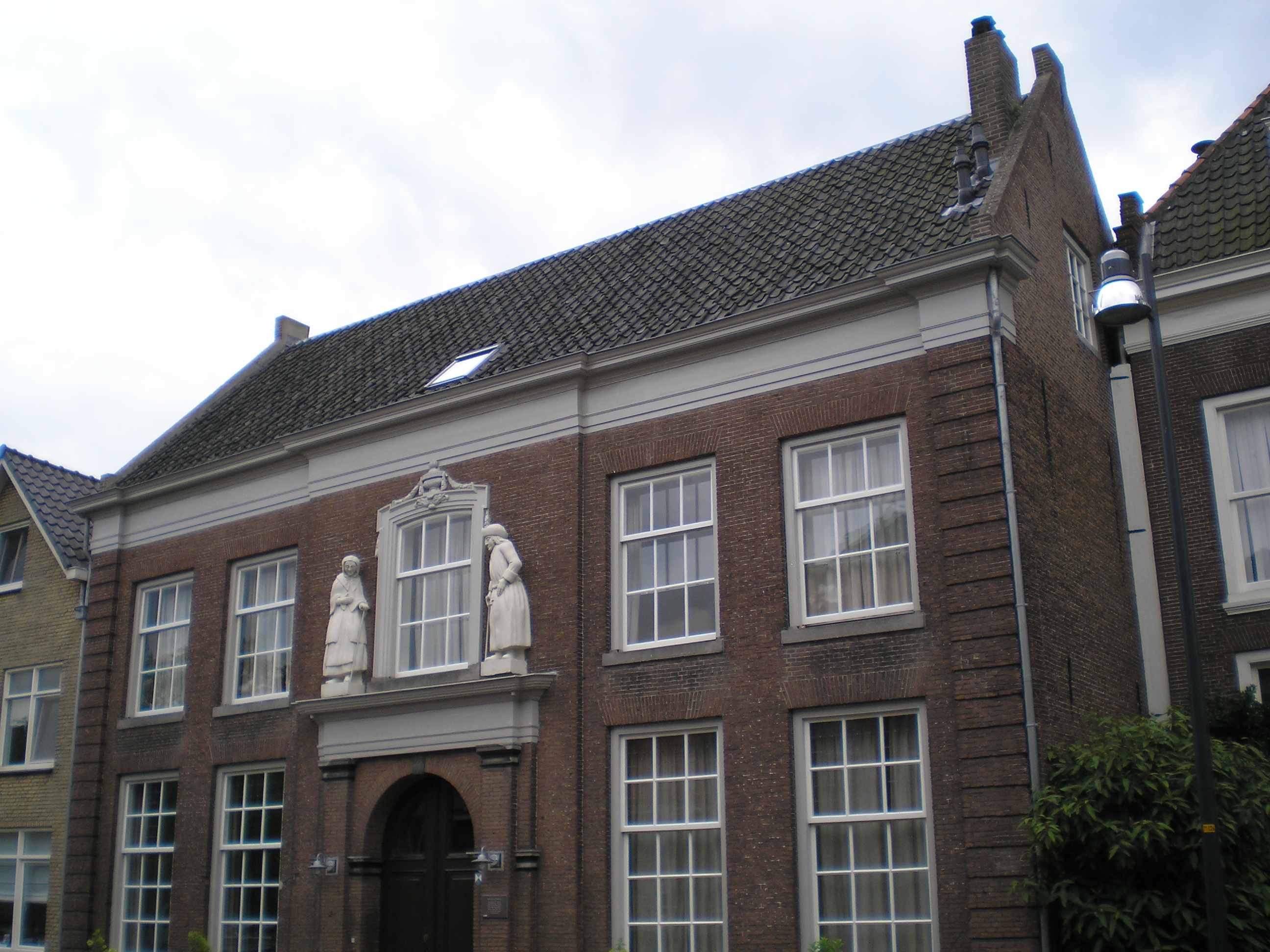
Voormalig Oude Mannen en Vrouwenhuis aan de Nieuwstraat 12 (rijksmonument)

Boschstraat ·
De Virieusingel ·
Gamerschestraat ·
Gasthuisstraat ·
Kerkplein ·
Kerkstraat · 
Korte Steigerstraat ·
Korte Strikstraat ·
Lange Steigerstraat · 
Markt ·
Nieuwstraat ·
Nonnenstraat ·
Oliemolen ·
Oliestraat ·
Steenweg ·
Tolstraat · 
Vismarkt · 
Waalkade · 
Waterstraat · 
Zandstraat